# Сахарнянский Троицкий монастырь
Сахарнянский Троицкий монастырь (Монастырь Сахарна; рум. Mănăstirea Saharna) — мужской монастырь Кишинёвской епархии Русской православной церкви в селе Сахарна Резинского района Молдавии.

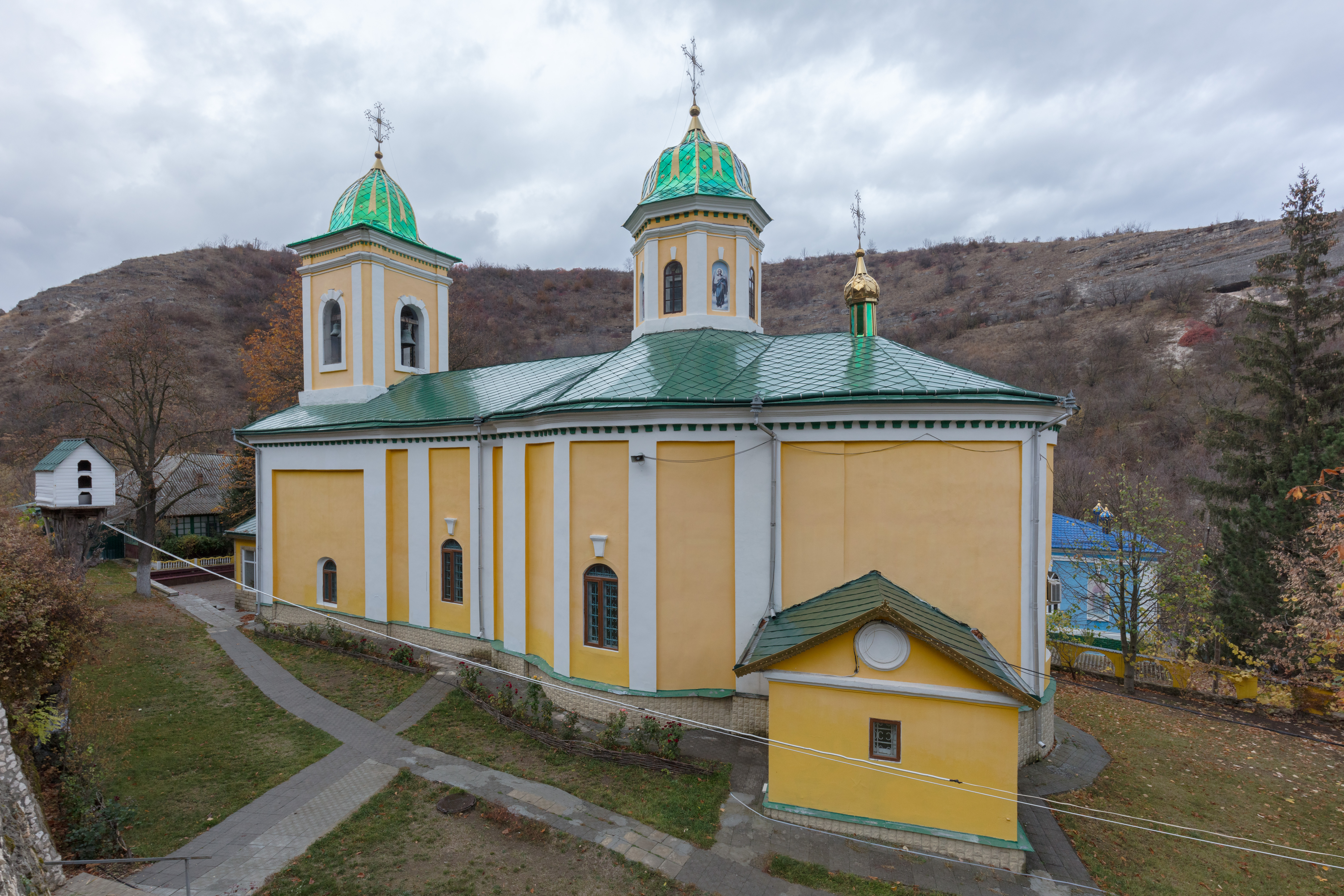
Летняя Троицкая церковь

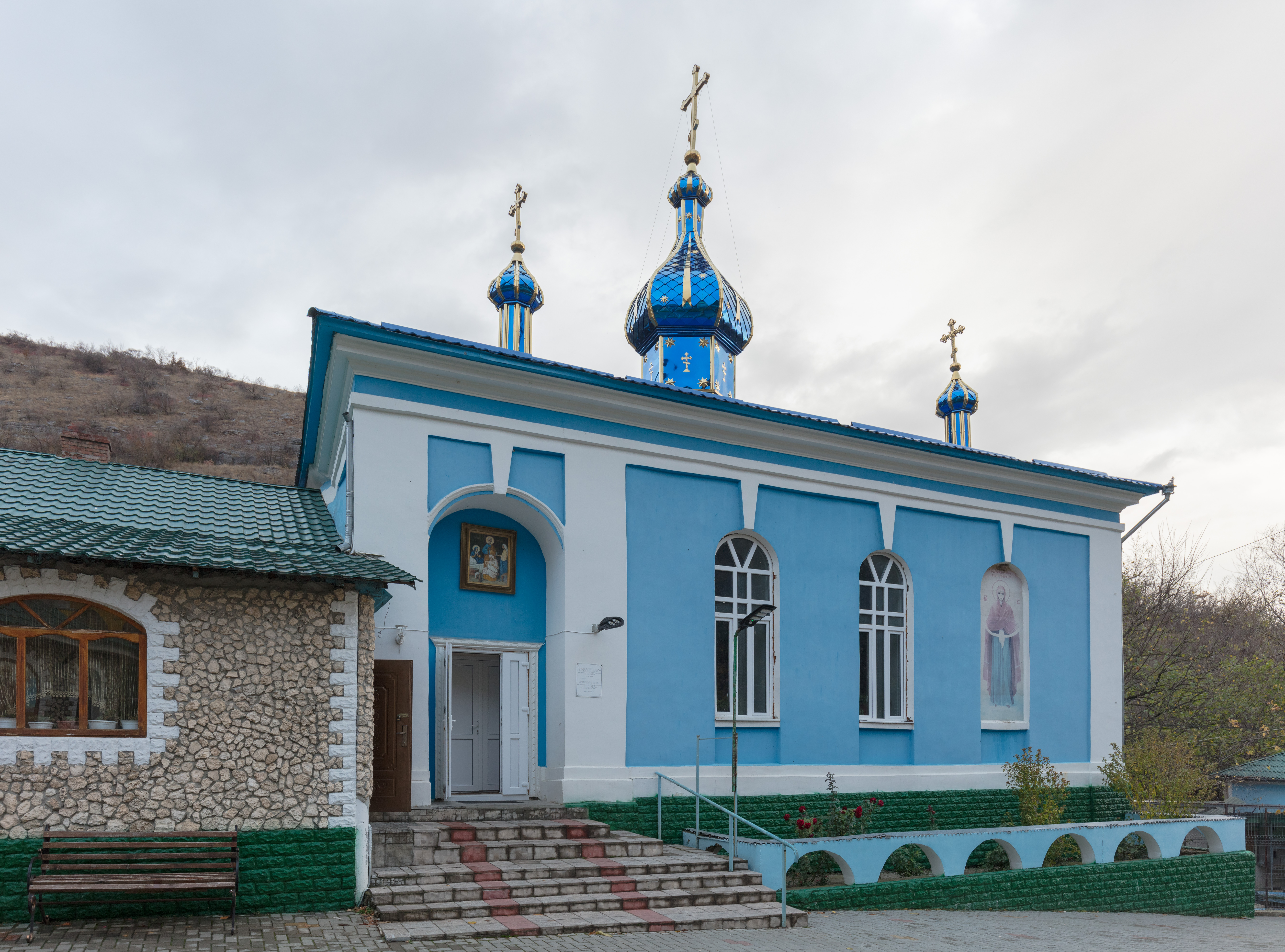
Зимняя Успенская церковь

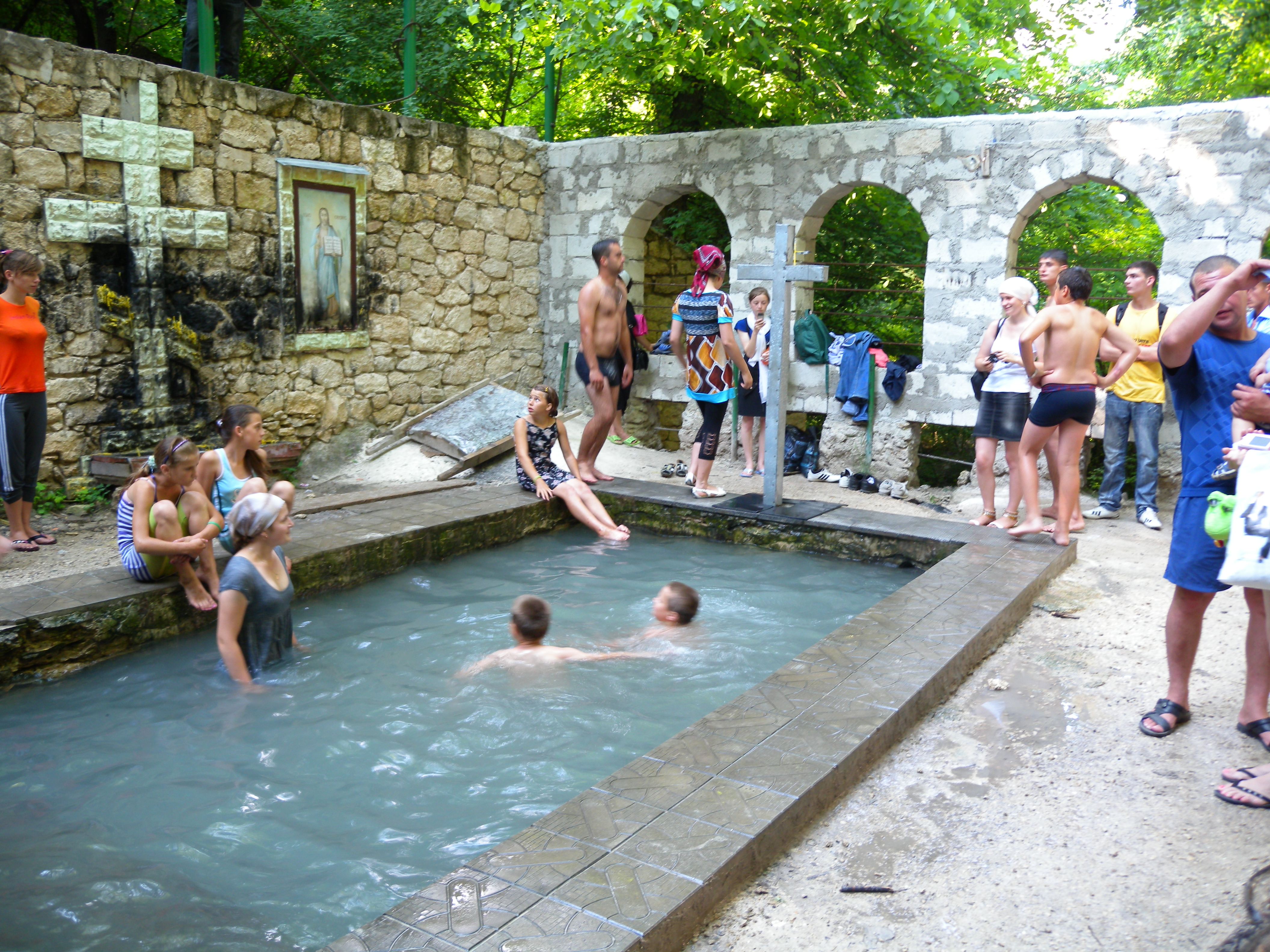
Купальня

## История

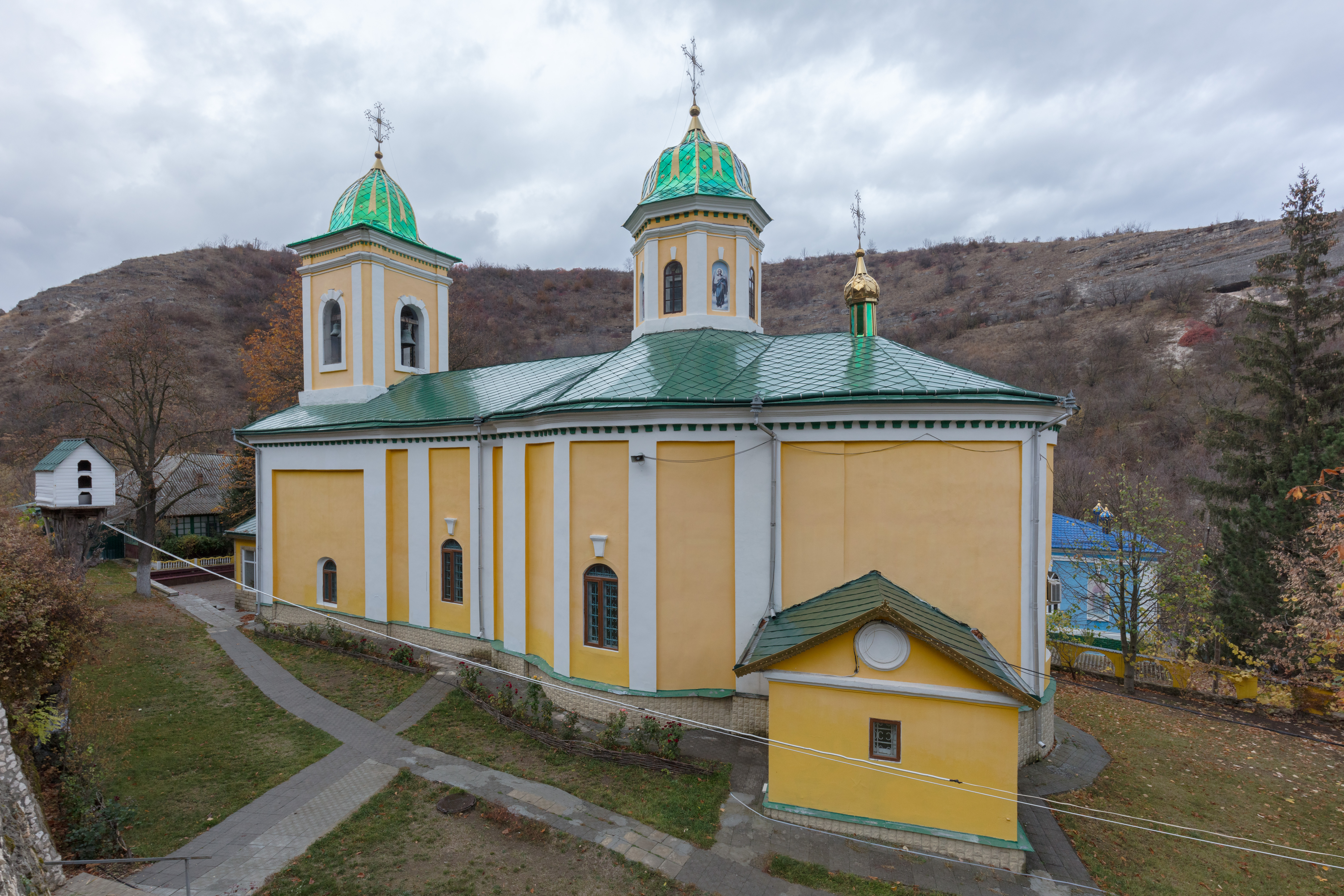

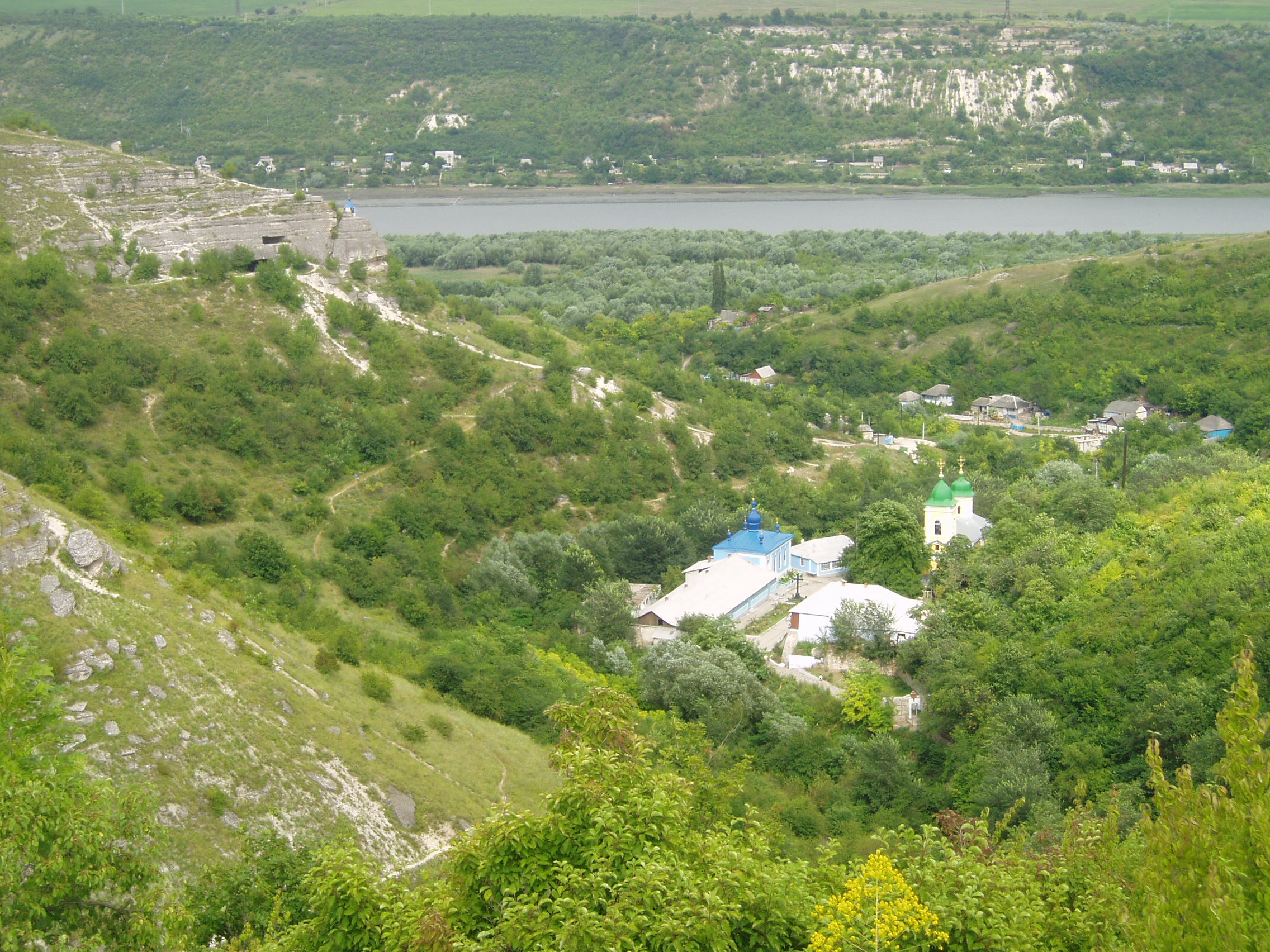
Сахарна

Основание монастыря  связано с именем схимонаха Варфоломея Криворучко. 23 декабря 1739 года он родился в местечке Саврань на Подолье в семье священника Феодора и его жены Пелагеи. В крещении назван Василием. В 1760 году он получил пулевое ранение в левую руку. В мае 1766 года покинул родные места и отправился в странствия, пока 25 марта 1776 года не прибыл в Сахарну. На этом месте располагался древний скальный монастырь, но условия жизни в пещерах были тяжёлыми и Варфоломей принял решение построить наземный монастырь. Обустройством обители занимался до своей смерти в 1798 году.
В 1818—1821 годах была построена церковь Святой Троицы, ставшая главным храмом монастыря. Предположительно, она была освящена в 1821 году митрополитом Вениамином (Костаки), но записи об этом не сохранилось. В 1842 году к Сахарнянскому монастырю в качестве скита приписан упразднённый Городищенский Успенский монастырь. В 1857 году при игумене Серафиме восстановлен пещерная часть Сахарнянского монастыря. Поскольку главный Свято-Троицкий храм был летним и не имел отопления, в 1883 году возведён зимний храм, освящённый в честь Рождества Пресвятой Богородицы. В 1900 году местные жители Ипполит Терлецкий и Василий Корняну проводили реконструкцию пещер, в ходе которой была разрушена стена между пещерной церковью и кельями. В 1900—1911 годах построена мельница, склад и архондарик.
В 1918 году монастырь превращён в женский. В 1930-х годах в нём проживало около 70 монахинь. В 1950 году это был один из самых благоустроенных монастырей Молдавии, но в 1964 он был закрыт советскими властями. В помещениях бывшего монастыря открыли психбольницу: в кельях обустроили больничные палаты, в летней церкви устроили склад, а в зимней — дом культуры.
Монастырь вновь открыт 19 апреля 1991 года. В 1992—1998 годах восстановлена летняя церковь.

## Настоятели
- Схимонах Варфоломей 1776–1790
- Схимонах Дорофей 1790–1804
- Игумен Паисий 1804–1818
- Игумен Тарасий 1818–1837
- Игумен Онисифор 1837–1842
- Игумен Товия 1842–1844
- Игумен Палладий 1844–1848
- Игумен Виктор 1848–1849
- Игумен Илиодор 1849–1851
- Игумен Нектарий 1851–1852
- Игумен Гедион 1852–1853
- Игумен Серафим 1853–1865
- Игумен Владимир 1865–1870
- Игумен Герасим 1871–1872
- Архимандрит Иларион 1872–1876
- Игумен Иринарх 1876–1884
- Архимандрит Ермоген 1884–1885
- Игумен Иринарх 1885–1887
- Игумен Леонид 1887–1891
- Иеромонах Тимофей 1891–1894
- Иеромонах Акакий 1894–1895
- Иеромонах Никодим 1895–1897
- Иеромонах Иосиф 1897–1907
- Иеромонах Иннокентий 1907–1918
- Игумен Софроний 1918–1919
- Иеромонах Иннокентий 1919–1926
- Иеромонах Акепсим 1926
- Иеромонах Петр 1926–1929
- Пётр Сучинский 1929–1930
- Иоаким Кошолан 1930–1935
- Монахиня Валентина 1935–1950
- Игуменья Милитина 1950–1957
- Архимандрит Адриан с 1991

## На деньгах и марках

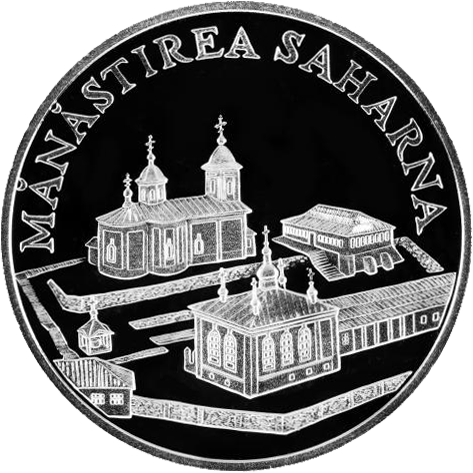
Памятная монета «Сахарнянский монастырь»
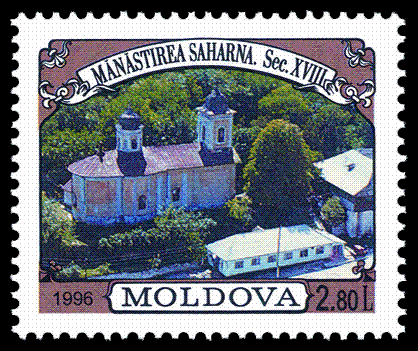
Почтовая марка 1996 года
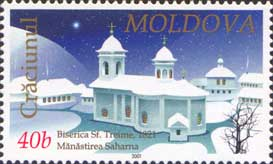
Почтовая марка 2001 года

## Комментарии
1. ↑  Криворучко — прозвище, а не фамилия. Также известен по молдавскому прозвищу Чунгу, что значит «калека»
2. 1 2  По старому стилю